# Red Rooster
Ред Рустер (червоний півень, англ. Red Rooster) — австралійська мережа ресторанів швидкого харчування, яка спеціалізується на продажі смаженої курки, картоплі фрі і інших виробів з курятини.
Сім'я Кайліс відкрила свій перший "червоний півень" у 1972 році в Келмскотті, передмісті Перта. В 1992 році "Ред Рустер" купує мережу ресторанів швидкого харчування "Біг Рустер", щоб мати свої філії в східних штатах Австралії. Цю мережу перейменували в "Ред Рустер". У 2002 році Ред Рустер переймає "австралійські Фаст-фуди". На сьогодні існує 290 ресторанів "Ред рустер" в Новому Південному Уельсі, Вікторії, на Території столиці Австралії, в Квінсленді, Західній Австралії та Північній території.
До кінця 1990-х років, ресторани були відкриті тільки з обіду до 21 години. На сьогодні "Ред Рустер" ввів у список меню сніданки, щоб зіставити конкуренцію лідеру ринку швидкої їжі "Макдональдс". Ред Рустер пропонує також меню з малим вмістом жиру та солі, щоб відповідати зростаючому попиту у вживанні здорової їжі.
"Ред Рустер" іноді розглядається як більш здорова альтернатива до мережі "Кентакі фрайд чікен".